# Балито
Балито (енгл. Ballito) је туристички градић на обали Индијског океана у Јужноафричкој Републици, на око 60 km северно од Дурбана и око 150 km јужно од Ричардс Беја. Основан је плански на делу обале где је било неколико летњиковца крај плажа. Клима је умерено тропска. Име Балито значи лоптица, а произлази из комбинације енглеске речи лопта и демунитива те речи на португалском.
Балито красе многобројне уређене плаже, базени на обали океана који се допуњанавју таласима и плимом (Tidal Pool). Статус градића је добио је 60их година 20. века када је и доживео туристички процват.